# Université Diego-Portales
L'université Diego-Portales (en espagnol : Universidad Diego Portales) est une université privée chilienne dont les sites sont principalement situés dans le centre de Santiago, la capitale du pays, sauf la Faculté des sciences économiques et commerciales située à Huechuraba, dans le nord du Grand Santiago. Elle est nommée en l'honneur du commerçant, militaire et homme politique Diego José Pedro Víctor Portales y Palazuelos (1793-1837).

## Historique
Fondée en 1982, l'UDP est un établissement d'enseignement supérieur privé qui propose des formations en diverses disciplines et sciences.

## Personnalités liées à l'université

### Élèves
- Isabel Plá, femme politique.
- Jennifer Warner, journaliste.
- María du Pilar Sordo Martínez (1965-), psychologue, essayiste, chroniqueuse et conférencière chilienne.

### Docteurshonoris causa
- Mario Vargas Llosa (titre décerné en avril 2016).
- Mo Yan (titre décerné en avril 2019).